# Not 4 Sale
Not 4 Sale är den kanadensiska rapparen Kardinal Offishalls fjärde studioalbum, släppt 9 september 2008 den Kon Live/Geffen Records. 

## Låtlista
| Nr   | Titel                                            | Producent(er)                            | Gästartist(er)     | Längd |
| ---- | ------------------------------------------------ | ---------------------------------------- | ------------------ | ----- |
| 1.   | "Burnt"                                          | Shea Taylor                              | Lindo P            | 4:56  |
| 2.   | "Set It Off"                                     | Boi-1da                                  | Clipse             | 4:38  |
| 3.   | "Dangerous"                                      | DJ Kemo & hAZEL                          | Akon               | 4:06  |
| 4.   | "Digital Motown"                                 | Jake One                                 | J Davey            | 3:47  |
| 5.   | "Gimme Some"                                     | Boi-1da                                  | The-Dream          | 4:16  |
| 6.   | "Bad Like We Bad"                                | Kardinal Offishall                       |                    | 3:40  |
| 7.   | "Numba 1 (Tide Is High)"                         | Supa Dups                                | Rihanna            | 3:43  |
| 8.   | "Ill Eagle Alien"                                | Nottz                                    |                    | 4:54  |
| 9.   | "Nina"                                           | Supa Dups                                |                    | 3:14  |
| 10.  | "Go Home with You"                               | Kardinal Offishall                       | T-Pain             | 4:17  |
| 11.  | "Going In"                                       | Alex da Kid                              |                    | 4:00  |
| 12.  | "Bring the Fire Out"                             | Boi-1da                                  |                    | 3:06  |
| 13.  | "Family Tree (Still Eyerize)"                    | Kardinal Offishall                       | Glenn Lewis        | 4:00  |
| 14.  | "Due Me a Favour"                                | Akon (co-producerad av Hakim Abdulsamad) | Estelle            | 6:23  |
| 15.  | "Lighter!"                                       | Boi-1da                                  |                    | 4:12  |
| 16.* | "Dangerous (Remix Version)" (iTunes bonus track) | DJ Kemo & hAZEL                          | Akon och Sean Paul | 4:35  |